# Cổ phiếu phổ thông
Cổ phiếu phổ thông là loại cổ phiếu phổ biến nhất trong các loại cổ phần của một công ty cổ phần. Các cổ đông sở hữu loại cổ phiếu này được quyền tự do chuyển nhượng, có đầy đủ quyền biểu quyết đối với các quyết định của công ty tại Đại hội cổ đông và được hưởng cổ tức theo kết quả kinh doanh và giá trị cổ phiếu họ nắm giữ.
Cổ phiếu phổ thông có thể chuyển đổi thành các loại cổ phiếu khác. Cổ phiếu ưu đãi cũng có thể được chuyển đổi thành cổ phiếu phổ thông theo những điều kiện nhất định do công ty đó quy định.
Cổ phiếu phổ thông có thể được phát hành hàng loạt sau khi xin phép cơ quan có thẩm quyền.
Cổ đông sở hữu cổ phiếu phổ thông (hay cổ phiếu thường) được gọi là cổ đông thường. Các cổ đông này sẽ là những người cuối cùng được chia phần sau khi thanh lý tài sản trong trường hợp công ty bị phá sản.
Cổ phiếu phổ thông mang lại cho cổ đông những quyền sau: 
- Quyền hưởng cổ tức:

Cổ tức là phần lợi nhuận của công ty dành để trả cho những người chủ sở hữu. Cổ tức có thể được trả bằng tiền (dạng phổ biến), cũng có thể trả bằng cổ phiếu mới.
Cổ phiếu phổ thông không uy định mức cổ tức tối thiểu hay tối đa mà cổ đông nhân được. Việc có trả cổ tức hay không, tỷ lệ trả cổ tức là tùy thuộc vào kết quả hoạt động và vào chính sách của công ty.
Khi công ty phải thanh lý tài sản, cổ đông phổ thông là những người cuối cùng nhận được những gì còn lại (nếu có) sau khi công ty trang trải xong tất cả các nghĩa vụ như: thuế nợ và cổ phiếu ưu đãi.
- Quyền mua cổ phiếu mới

Khi công ty phát hành một đợt cổ phiếu mới để tăng vốn, các cổ đông hiện đang nắm giữ cổ phiếu phổ thông có quyền được mua trước cổ phiếu mới, trước khi đợt phát hành được chào bán ra công chúng, trong một thời hạn nhất định. Lượng cổ phiếu mới được phép mua theo quyền này tương ứng với lượng cổ phiếu được phép nắm giữ. Như vậy, quyền này cho phép cổ đông duy trì tỷ lệ sở hữu của mình trong công ty sau khi đã tăng thêm vốn.
Mỗi cổ phiếu đang nắm giữ mang lại cho cổ đông mộtquyền mua trước. Số lượng quyền cần có để mua một cổ phiếu mới sẽ được quy định cụ thể trong từng đợt chào bán, cùng với giá mua, thời hạn của quyền mua và ngày phát hành cổ phiếu mới.
Cổ phiếu bán theo quyền thường có mức giá thấp hơn so với mức giá thị trường hiện hành. Khi cổ đông thực hiện quyền, công ty sẽ huy động được thêm vốn. Nếu cổ đông không muốn thực hiện quyền họ có thể bán trên thị trường
- Quyền bỏ phiếu

Cổ đông phổ thông có quyền bỏ phiếu bầu và ứng cử vào các chức vụ quản lý trong công ty; có quyền tham gia vào các đại hội cổ đông và bỏ phiếu quyết định các vấn đề quan trọng của công ty. Nếu không tham dự được, cổ đông có thể ủy quyền cho người khác thay mặt họ biểu quyết theo chỉ định của họ hoặc theo tùy ý người ủy quyền.
Tùy theo quy định, mỗi cổ đông có thể được bỏ phiếu tối đa cho mỗi ứng viên bằng số cổ phiếu nắm giữ, hoặc được dồn toàn bộ vào số cổ phếu có thể chi phối (bằng tổng số cổ phiếu nhân với số ứng viên) để bầu cử một (hoặc hơn) ứng cử viên. Cách thứ hai có lợi cho các cổ đông nhỏ, vì tuy có ít phiếu bầu nhưng họ lại có thể tập trung phiếu để tăng thêm giá trị bỏ phiếu của mình.
Ngoài những quyền lợi cơ bản về kinh tế trên đây, cổ phếu phổ thông còn những quyền pháp lý khác nữa như quyền được kiểm tra sổ sách của công ty khi cần thiết, quyền được yêu cầu triệu tập đại hội đồng cổ đông bất thường v.v…